# Journey to the West: Conquering the Demons
Série
Journey to the West: The Demons Strike Back
(2017)
Pour plus de détails, voir Fiche technique et Distribution.
Journey to the West: Conquering the Demons (西遊·降魔篇, Xi you xiang mo pian) est un film chinois réalisé par Stephen Chow et Derek Kwok, sorti en 2013. C'est une nouvelle adaptation du célèbre roman chinois La Pérégrination vers l'Ouest (connu aussi sous le nom Le Voyage en Occident).
Gros succès au box office le film a été suivi d'une suite en 2017 Journey to the West: The Demons Strike Back, produit et écrit par Stephen Chow mais cette fois-ci réalisé par Tsui Hark et avec aucun acteur en commun.

## Synopsis
L'histoire se passe avant La Pérégrination vers l'Ouest, quand Xuanzang / Tang Sanzang est encore un jeune moine bouddhiste. Durant sa chasse aux démons il va rencontrer une chasseuse bien plus expérimentée qui apparait de plus en plus souvent sur son chemin.

## Fiche technique
- Titre : Journey to the West: Conquering the Demons
- Titre original : 西遊·降魔篇 (Xi you xiang mo pian)
- Réalisation : Stephen Chow et Derek Kwok
- Scénario : Stephen Chow, Derek Kwok, Xin Huo et Yun Wang
- Pays d'origine : Chine et Hong Kong
- Format : Couleurs - 35 mm - 2,35:1 - Dolby Digital
- Genre : aventure, comédie, fantastique
- Durée : 110 minutes
- Date de sortie : 2013

## Distribution
- Shu Qi : mademoiselle Duan
- Wen Zhang : Xuanzang (personnage historique) / Tang Sanzang (version romancée)
- Huang Bo : Sun Wukong, le Roi des Singes
- Show Luo : Prince Important
- Lee Shing-cheung : moine sable
- Chen Bingqiang : KL Hog
- Cheng Sihan : maître sans nom
- Xing Yu : poing de l'étoile du nord
- Lu Zhengyu : tueur 1
- Chi Ling Chiu : tueur 2
- Di Yang : tueur 3
- Chrissie Chow : tueur 4
- Hangyu Ge : tueur 5
- Min Hun Fung : moine taoïste
- Lun Yeung : maire

## Box Office
Sorti en 2013 en pleine expansion du cinéma chinois, quand de plus en plus de salles de cinéma se construisaient, le film a été le plus gros succès national de son année. Il établit à sa sortie plusieurs records depuis dépassés. Il a terminé à 1,2 milliard de yuans ¥ (215 millions de dollars $) au niveau mondial.